# Jovial
JOVIAL é a sigla for "Jules Own Version of the International Algorithmic Language", uma linguagem de programação de alto nível destinada a desenvolver software embarcado para aeronaves militares por Jules Schwartz em 1959.

## História
Em junho de 1958 a System Development Corporation iniciou um projeto de pesquisa voltado a investigação de problemas relacionados a geração automática de código. Este projeto resultou no desenvolvimento da linguagem CLIP, uma derivação da linguagem ALGOL 58. Em fevereiro de 1959, a SDC iniciou o trabalho na linguagem JOVIAL. Um ano mais tarde, um interpretador JOVIAL já estava rodando em uma máquina IBM 709.
De princípio, o nome OVIAL (Our Version of the International Algorithmic Language) foi proposto, mas, por fim, um dos membros da equipe sugeriu o nome JOVIAL.

## Características
Jovial é derivada de ALGOL 58. Com relação ao escopo, a linguagem segue a regra de escopo estático.
Jovial é basicamente usada apenas pelo Departamento de Defesa dos Estados Unidos.

## Instruções de Controle

### Comandos de seleção
```
IF <expressão booleana> $ <comando>
```

```
IFEITH <expressão booleana> $ <comando>
[rótulo .] ORIF <expressão booleana> $ <comando>
[rótulo .] ORIF <expressão booleana> $ <comando>
[rótulo .] ORIF <expressão booleana> $ <comando>
...
END
```

### Laços
```
FOR <lista_parametros 1> $ [nome .] FOR <lista_parametros 2> $ [nome .]  FOR <lista_parametros n> $
BEGIN
 <comandos>
END
onde uma lista_parametros pode ter a forma:
parametro = valor-inicial, incremento, valor-final $
ou
parametro = ALL (nome) $
```